# 바라바
바라바(아람어: אבא-ישוע בר 예수 바라바, 영어: Barabbas, 버래버스) 또는 예수 바라바(Jesus Barabbas, 예수 바라파스)는 신약성서에 언급된 인물로, 예수와 동시대에 로마의 통치자에 대항한 반란을 일으킨 자로서, 예루살렘의 유월절(파스카) 축제에서 예수를 죄수로 붙잡아두는 대신 석방되었다. 공동번역성서에서는 바라빠, 개역성경에서는 바라바로 번역했다.
바라파스, 바라빠, 예수 바라바로 불리기도 한다.

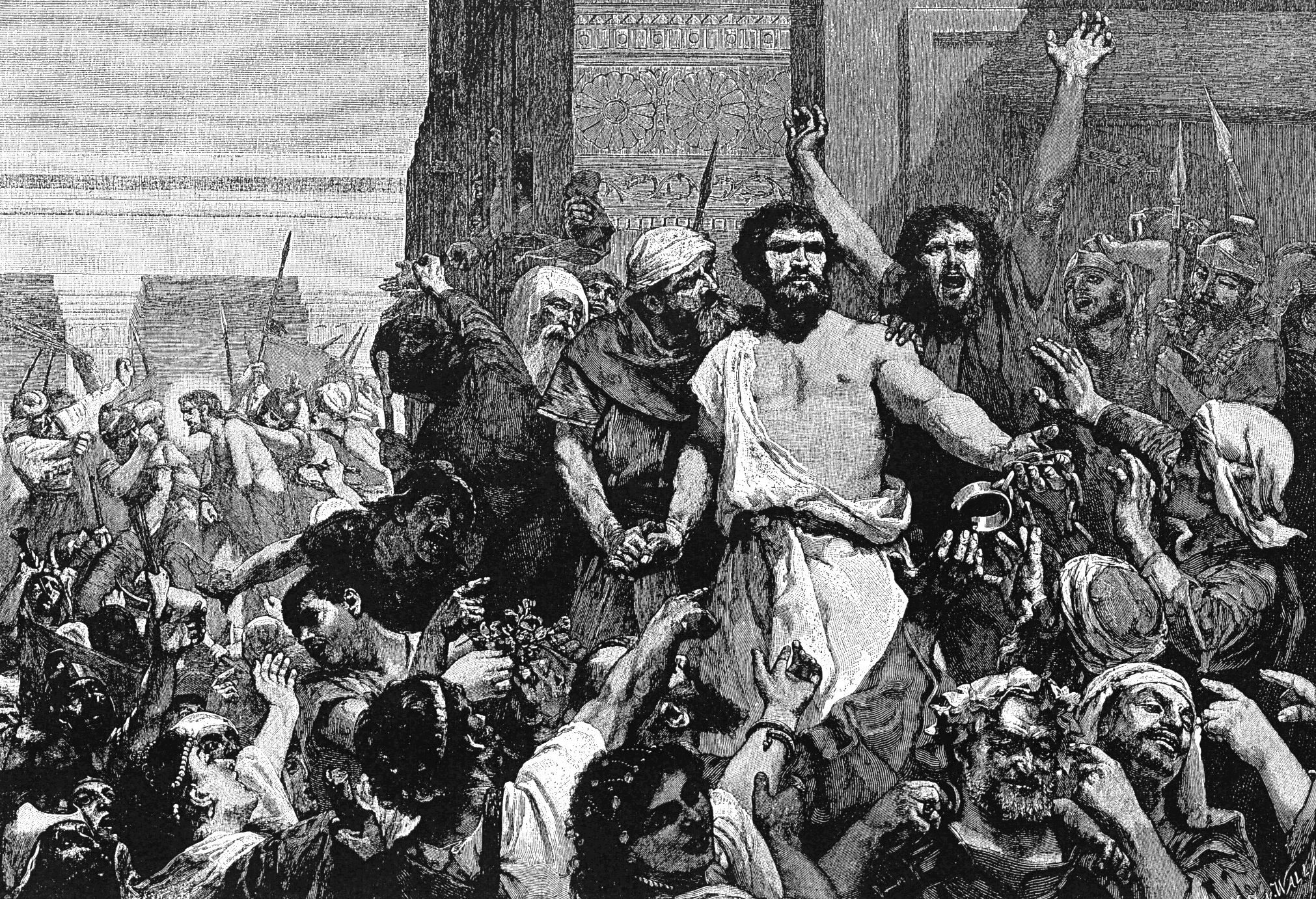
"바라바를 풀어주시오",성서 이야기의 삽화에서 발췌,1910

## 성서속의 언급
바라바(예수 바라파스)는 도적으로 묘사되어 있다. 신약성서의 마태오 복음서, 루가 복음서과 마르코 복음서에서 바라바를 폭동의 주모자이자 살인자로 설명하고 있는 것으로 보아, 바라바는 로마제국에 반대한 폭력투쟁(아마도 열심당)의 지도자였던 것이 분명하다. 유월절 이전에 유대의 성소에서 로마인들이 시장을 연 것을 뒤엎는 장소에도 참여했다는 견해도 있다. 결국 로마의 권력에 의해 체포당한 그는 빌라도의 옥에 수감되었다.
유대의 풍속 중 유월절(유대인들이 이집트의 압제에서 해방된 날이다. 대한민국의 광복절에 해당하는 명절)에는 죄수중 한 사람을 석방하는 전통에 따라 예수 그리스도와 같은 재판장에 서게 되었다. 이때 민중들이 현실참여적인 그를 석방해달라고 요청하여, 바라바는 석방되고 예수는 두 명의 강도와 같이 십자가형을 당했다.
한가지 흥미있는 점은 초기 교부들에 의해 바라바는 예수 바라바로 해석된 사본이 있다는 것이다.

## 어원
바라바의 이름은 복음서의 그리스어 본문에서 'Βαρ-αββάς'(바르-아빠스)로 나타난다. 이는 궁극적으로 "아버지의 아들"이라는 뜻의 아람어인 'בר-אבא'(바르-아빠)에서 유래하였다. 마태복음 27:16-17의 어떤 고대 사본에는 바라바의 전체 이름이 "예수 바라빠"로 기록되어 있는데, 이것이 아마도 본문에 기록된 본래의 이름일 것으로 추정된다. 초대 교부 오리겐은 복음서 사본들에서 바라빠의 이름이 "예수 바라빠"로 기록된 사실에 대해 당황하였고, 그가 감히 그런 거룩한 이름을 가질 수는 없기 때문에, "예수"라는 이름이 이단자에 의하여 바라바의 이름에 추가되었음이 분명하다고 주장하였다. 후대의 필사자들이 메시아인 예수의 이름의 불명예를 피하기 위하여 "예수 바라바"에서 "예수"를 지웠을 가능성이 있다.
개인의 이름에서 '아빠'라는 표현은 기브옷 하-밉타르(영문위키: Givat HaMivtar)의 1세기 무덤에서 발견되며, AD 200-400년경, 탈무드의 게마라(영문위키: Gemara)절에서도 개인의 이름으로서 빈번하게 나타난다.

## 학계의 다양한 관점
유대인 역사학자 막스 디몬트(Max Dimont)에 따르면, 복음서과 관련된 바라바의 이야기는, 압도적인 군사력을 배후에 둔 로마 총독 본디오 빌라도가 비무장 시민의 소규모 군중의 위협 때문에 로마 제국에 대한 반란으로 사형을 선고 받은 죄수를 풀어준다는 것은 로마의 입장에서 신빙성이 부족하다. 만일 로마의 통치자가 그렇게 한다면, 그 자신이 사형에 직면하게 되었을 것이다.

### 개연성 있는 비유로서의 역사
매기(Magee) 등은, 죄수를 풀어주는 관습이, 진짜 "아버지의 아들"을 비유적 형태로 대조시키기를 원했던 복음사가 마르코에 의하여 문학적으로 창작된 요소 가운데 하나일 것이라고 주장한다.

## 가설(주장)

### 예수 아들설
성혈과 성배 등에 의하면 그는 예수 그리스도와 마리아 막달레나의 아들이라는 주장을 제시하고 있다. 바라빠가 도적(레스타이)로 바뀐 것은 교회가 조작한 것이라는 주장이다. 마태복음서 27장 16절의 기록에 의하면 바라빠는 빌라도에 의해 "예수 바라빠"라는 이름으로 불리고 있는데, 이 때문에 "바라빠"라는 말을 이름으로 보지 않고 다르게 해석하고자 하는 주장이 있다. 그러나, 그러한 모든 주장은 전적으로 추측과 가정에 근거할 수밖에 없는데, 이는 바라빠(barabbas)라는 말의 어원과 의미, 그리고 바라빠라는 인물의 신원이 현대에 확실하게 전하고 있지 않기 때문이다. 그러한 주장들의 한 가지 예로서, "바라빠"라는 말은 "아빠의 아들 (Bar Abbas)", 혹은 랍비의 아들(Bar Rabban, Bar Rabbi) 등으로 풀어서 맞출 수 있음을 들어 바라빠가 예수의 아들이었다는 주장도 있다.

#### 예수 아들설에 대한 반론
예수라는 이름은 신약성서에서 흔하게 등장한다. 예를 들면 사도행전에는 바울의 선교활동을 방해한 마술사 바예수(Bar Yeshu; 예수의 아들)의 이름에도 '예수'가 들어간다. 즉, 신약성서 시대에 예수는 철수와 영희처럼 아주 흔한 이름이었다고 이해할 수 있다. 따라서 바라빠가 예수의 아들이라는 뜻으로 해석된다고 해도, 기독교에서 그리스도로 믿는 예수의 아들이라고 단정지을 수는 없다. 더구나 신약성서를 한국말로 옮긴 번역자들이 강도로 번역한 레스타이를 Joshepus사가는 신정정치에 대한 열망을 갖고 로마제국을 상대로 투쟁하던 열심당원을 가리키는 말로 쓰고 있다. 즉, 신약성서 엄밀하게 말하면 요한복음서 18장 40절에서 바라바를 강도로 소개하는 것은 그가 열심당원이었을 가능성을 보여줄 뿐이지, 교회가 조작한 것은 아닌 것으로 생각된다.

### 문학적 대조인물로서의 창작설
빌라도의 재판정에 선 두 명의 예수(바라빠라 불리는 예수 vs 그리스도라 불리는 예수)는 사실은 나사렛 예수 한 사람이고, 바라바(bar abba; 아버지의 아들)는 결백한 예수와 대조시키기 위한 설정으로서, 예수가 무죄한 자신을 죄인들을 위해 내놓은 속죄양 또는 희생양이 되었음을 강조하기 위해, 그리스도 예수의 그림자로서, 또는 유대교 전통의 희생제사 (Yom Kipur)에서 모든 죄를 짊어지고 광야에 풀어놓는 속죄염소의 역할로 내세운 문학적 장치라는 가설도 존재한다. 적어도 초기 기독교의 마태 공동체는 마태복음에서 예수의 발언을 인용하여 아람어 "abba"의 번역어로서의 rabbi 라는 호칭(랍비, 선생, 아버지, 지도자)이 일반화되어 무분별하게 사용되는 것을 거부했고, "abba"라는 호칭을 야훼와 예수에게로 한정짓고자 했다. 따라서, 이는 유대인들의 야훼에 대한 호칭은 일반적으로 아도나이 또는 엘로힘이지만 예수는 독특하게도 abba 즉 아버지라는 호칭으로 야훼를 칭하였던 사실과 더불어, 기독교 성립 이전부터 예수는 이미 "Yeshu bar Abba" 다시 말해 "하나님 아버지의 아들 예수(Jesus, the Son of the Father God)"으로 불렸을 가능성이 높음을 시사한다.

## 같이 보기
- 열심당
- 예수 그리스도
- 마리아 막달레나
- 성혈과 성배
- 메로빙거 왕조
- 사라